# Csernovai tragédia
A csernovai sortűz (szlovákul Černovská tragédia) néven elhíresült csendőrsortűz 1907. október 27-én dördült el a Liptó vármegyei, Rózsahegy közelében található Csernovában, 15 halálos áldozatot szedve és többeket megsebesítve az Andrej Hlinka mellett tüntető helyi szlovákok közül. A hét, lőfegyvert használó csendőr közül öten szintén szlovák származásúak voltak, csakúgy mint a sortűzre parancsot adó Ján Ladiczky csendőrmester.

## Története
Új templomot építettek Csernovában Andrej Hlinka, a falu híres szülötte kezdeményezésére. A község lakói ragaszkodtak ahhoz, hogy ő legyen a templom plébánosa, Párvy Sándor püspök azonban másként rendelkezett, mert Hlinkát papi teendőitől kánonjogilag eltiltották, s éppen Csehországban volt, ahol előadást tartott az akkori magyar államhatalom ellen és a szláv összefogás érdekében. A faluban ezért tüntetés robbant ki, melynek során a csendőrség négyszer a tömegbe lőtt.
Az intézkedő csendőrök a magyar államhatalom szolgálatában álltak és szlovák származásúak voltak. Ezzel kapcsolatban Roman Holec szlovák történész a következőket mondta: „Ezt a kérdést csak bizonyos mítoszokkal összefüggésben tartom fontosnak. Veverica hajdú, aki agresszivitásával jelentős mértékben hozzájárult a csernovaiakkal kialakult konfliktushoz, az ismert szlovák származású, megyei szolgálatban álló, demoralizált figurák közé tartozott. Az összes csendőr liptói volt, szlovák származásúak voltak, tudtak szlovákul. Nemzeti identitásuk azonban, tekintettel az állami szolgálatban betöltött helyükre, már nem volt ennyire egyszerű.”
A tragédiának 15 halálos áldozata volt, 10 fő súlyosan, 60 fő könnyebben megsebesült. 40 lakost ítéltek börtön- és pénzbüntetésre.
Hlinka a börtönbüntetést – amit a magyarság elleni izgatásért kapott –, a szegedi Csillagbörtönben letöltötte. Az eseményre a temetőben emlékmű, a színhelyen pedig emléktábla emlékeztet. A mai szlovák politika, beleértve a legmagasabb állami vezetést is, erről az eseményről évente megemlékezik.

### Következmények
Ez a hatósági intézkedés az egyik legvéresebb esemény volt a dualizmus utolsó éveiben. Nagy felháborodást váltott ki az európai és az amerikai sajtóban. Rengetegen tiltakoztak, többek között Robert William Seton-Watson skót újságíró és történész, Bjørnstjerne Bjørnson Nobel-díjas norvég író, Lev Tolsztoj világhírű orosz író. Az amerikai szlovákság ezt a tragédiát sajtóhadjáratra használta fel, amivel elérték Hlinka felmentését, X. Piusz pápa közbenjárása révén. A templomot végül is Andrej Hlinka jelenlétében szentelték föl, 1910-ben, Péter és Pál ünnepén.
Roman Holec a következőképpen értékeli az eseményeket:
„A szlovák nemzeti emancipációs fejlődés szempontjából Csernova jelentős szerepet játszott. Egyfelől teljes meztelenségében leleplezte a magyar álliberalizmust, hatalmas nemzetközi visszhangot váltott ki, szolidaritási hullámot a szlovákokkal, és elindította a cseh–szlovák kapcsolatok új szakaszát. Mindez végeredményben az ellen a rendszer ellen fordult, amelynek egy évtizeddel később a szlovákok benyújtották a számlájukat.”
Egyes magyar történészek szerint ez a szlovákok között uralkodóvá vált értékelés súlyosan félreértelmezi az eseményt, és mivel a szlovák utókor számára identitás formáló fundamentummá vált az esemény, ezért mindenképpen a később hozzákapcsolódó nemzetiségi feszültséget próbálja kényszeresen belelátni az eseménybe. Ennek azonban ellentmond, hogy az akcióban lőfegyvert használó hét csendőrből öten szlovák származásúak voltak, és a lövéseket nem a "nemzetiségiek elleni terror" eszközeként adták le, hanem önvédelemből. A csendőröknek a szolgálati szabályzat értelmében kötelességük volt, hogy tüntető tömeg támadása esetén akár fegyveresen is megvédjék magukat, különben szabadságvesztés terhe mellett felelősségre vonhatóak lettek volna a katonai bíróságon.
Ez az álláspont nem hagyja figyelmen kívül azt a tényt, hogy a csernovai templom építése körüli események és maga a tüntetés is szoros összefüggésben álltak a szlovák nemzeti mozgalom politikai tevékenységével, viszont nem lát összefüggést, ok-okozati viszonyt a gyűlés nemzetiségi jellege és az események motivációja között. A nemzetiségi jelleget nem a konkrét csendőrök és az áldozatok nemzetiségi hovatartozásában, hanem az események politikai körülményeiben lehet látni, a két dolog viszonya azonban a mai napig tisztázatlan és vitatott.
Robert William Seton-Watson, aki később az első világháborúban a brit kormány osztrák–magyarellenes háborús propagandistája volt, 1908-ban könyvet adott ki Racial Problems in Hungary címen, ahol a történteket részletesen ecseteli.